# Cabriola
Para el salto del caballo, ver cabriola (equitación)
Cabriola es la octava película protagonizada por Marisol, junto a Pedro Mari Sánchez y Ángel Peralta, dirigida por Mel Ferrer. Marca un antes y un después en la carrera de Marisol, en el sentido de que es la última vez que se escucha en una película su voz infantil. Se estrenó en Estados Unidos con el título Everyday Is A Holiday.

## Argumento
Una chica cuyo nombre nunca nos es desvelado (Marisol) y su hermano Manolo (Pedro Mari Sánchez) sobreviven como pueden en Madrid con la única ayuda de sus dos caballos, Agripina y Cabriola. La chica se disfraza de chico para trabajar recogiendo desperdicios. Sin embargo, vive permanentemente con dos sueños en la cabeza, conocer a su ídolo, el torero Ángel Peralta. El segundo, que Cabriola se convierta en una estrella del rejoneo, para lo cual con la ayuda de Manolo la entrena concienzudamente.
Un día en que Ángel Peralta tiene una corrida en Madrid, la chica logra presentarse en su casa de Madrid disfrazada de chico, y le pide a Ángel una prueba. Ángel queda impresionado con el caballo y le presenta a su apoderado, quien le guiará en sus primeros pasos como rejoneador. Todos le toman como un chico muy joven y nadie sospecha que en realidad es una mujer. Poco a poco Cabriola y el "chico" van ganando fama, aunque con rejoneo cómico. 
Cuando la chica le ve del brazo de otra mujer, se muere de celos. El apoderado la descubre vestida de mujer, mientras llora su desamor. Pero este no es el mayor problema, ya que en su delirio, la muchacha decide romper con todo y cancelar la que se supone que iba a ser su alternativa junto a Ángel en la plaza de toros de Sevilla, en plena Feria de Abril.

## Temas musicales
De todas las películas musicales de la etapa infantil/juvenil de Marisol, esta es la que contiene menos canciones, solo cuatro completas y algún fragmento de flamenco.
- Cabriola
- Ay, vagabundo
- Ya no me importas nada
- Sevillanas